# Ulysse Landry
Pour les articles homonymes, voir Landry.
Ulysse Landry (1950-2008) est un auteur-compositeur-interprète, romancier et poète acadien né à Dupuis Corner, au Nouveau-Brunswick (Canada).

## Biographie
Ulysse Landry naît le 24 juillet 1950 à Dupuis Corner, un hameau de Beaubassin-Est, au Sud-est du Nouveau-Brunswick. Il obtient un baccalauréat ès arts de l'Université de Moncton en 1972. Il pratique divers métiers tel que manœuvre, commis de bureau, charpentier et personne ressource au Centre d'aide en français de l'université.
Il est en même temps auteur-compositeur-interprète et sort un disque, Prendre le temps, en 1997.
Il écrit aussi des romans et de la poésie, dans lesquels il dénonce les injustices et les abus de pouvoir. Le recueil Tabous aux épines de sang (1977) est un cri de colère, qui aboutit, face à un cul-de-sac, à la folie dans Sacrée montagne de fou (1996), un roman qui lui vaut le prix France-Acadie. Contemplant ce qui reste de ses impossibles rêves de jeunesse, l'auteur, dont la désespérance ressort dans l'œuvre, écrit le recueil L'espoir de te retrouver (1992). Dans un autre roman, La Danse sauvage (2000), le personnage de Guillaume se bat pour l'écologie et améliorer la société mais n'a pas la maturité pour dépasser la simple contestation. Face à sa douleur de vivre devant l'état délabré de la Terre mais gardant espoir d'un changement de mentalité, Ulysse Landry termine le recueil L'écosion (2001), sa dernière œuvre publiée.
Ulysse Landry meurt à Moncton le 3 novembre 2008.